# مونتيناير (نيومكسيكو)
مونتيناير (بالإنجليزية: Mountainair, New Mexico)‏ هي معلم جغرافي تقع في الولايات المتحدة في مقاطعة تورانس، نيومكسيكو. يقدر عدد سكانها بـ 1,116 نسمة ومساحتها 2.7 كم2 و وترتفع عن سطح البحر 1,987 متر.

## التركيبة السكانية
حدّد مكتب تعداد الولايات المتحدة بيانات التركيبة السكانية لمونتيناير في تعداد الولايات المتحدة. في ما يلي، التركيبة السكانية حسب تعدادي 2000 و2010.

### تعداد عام 2000
بلغ عدد سكان مونتيناير 1,116 نسمة بحسب تعداد عام 2000، وبلغ عدد الأسر 452 أسرة وعدد العائلات 281 عائلة مقيمة في البلدة. في حين سجلت الكثافة السكانية 272.9 نسمة لكل كيلومتر مربع (706.8/ميل2). وبلغ عدد الوحدات السكنية 545 وحدة بمتوسط كثافة قدره 133.3 لكل كيلومتر مربع (345.2/ميل2).
وتوزع التركيب العرقي للبلدة بنسبة 61.20% من البيض و1.79% من الأمريكيين الأفارقة و1.61% من الأمريكيين الأصليين و0.27% من الأمريكيين ذوي الأصول الآسيوية و0.09% من سكان جزر المحيط الهادئ و29.48% من الأعراق الأخرى و5.56% من عرقين مختلطين أو أكثر و53.14% من الهسبانيون أو اللاتينيون من أي عرق.
بلغ عدد الأسر 452 أسرة كانت نسبة 35.8% منها لديها أطفال تحت سن الثامنة عشر تعيش معهم، وبلغت نسبة الأزواج القاطنين مع بعضهم البعض 42.3% من أصل المجموع الكلي للأسر، ونسبة 16.2% من الأسر كان لديها معيلات من الإناث دون وجود شريك،  بينما كانت نسبة 3.8% من الأسر لديها معيلون من الذكور دون وجود شريكة وكانت نسبة 37.8% من غير العائلات. تألفت نسبة 35.2% من أصل جميع الأسر من عدة أفراد يعيشون في نفس المنزل ونسبة 20.8% كانت تتألف من شخص يعيش بمفرده يبلغ من العمر 65 عاماً أو أكثر. وبلغ متوسط حجم الأسرة المعيشية 2.47، أما متوسط حجم العائلات فبلغ 3.22.
بلغ العمر الوسطي للسكان 37.7 عاماً. وكانت نسبة 29.9% من القاطنين تحت سن الثامنة عشر، وكانت نسبة 8.7% بين الثامنة عشر والرابعة والعشرين عاماً، ونسبة 20.4% كانت واقعةً في الفئة العمرية ما بين الخامسة والعشرين والرابعة والأربعين عاماً، ونسبة 23.4% كانت ما بين الخامسة والأربعين والرابعة والستين، ونسبة 17.6% كانت ضمن فئة الخامسة والستين عاماً فما فوق. يوجد لكل 100 أنثى 87.6 ذكر، ويوجد لكل 100 أنثى في الثامنة عشر من عمرها فما فوق 79.8 ذكر.
بلغ متوسط دخل الأسرة في البلدة 21,146 دولارًا، أما متوسط دخل العائلة فبلغ 25,125 دولارًا. وكان متوسط دخل الذكور 25,625 دولارًا مقابل 21,094 دولارًا للإناث. وسجل دخل الفرد الخاص بالبلدة 12,566 دولارًا. وكانت نسبة 19.3% من العائلات ونسبة 24.7% من السكان تحت خط الفقر، وكان من هؤلاء نسبة 41% تحت سن الثامنة عشر ونسبة 15.7% في الخامسة والستين من العمر وما فوق.

### تعداد عام 2010
بلغ عدد سكان مونتيناير 928 نسمة بحسب تعداد عام 2010، وبلغ عدد الأسر 418 أسرة وعدد العائلات 224 عائلة مقيمة في البلدة. في حين سجلت الكثافة السكانية 226.9 نسمة لكل كيلومتر مربع (587.7/ميل2). وبلغ عدد الوحدات السكنية 574 وحدة بمتوسط كثافة قدره 140.3 لكل كيلومتر مربع (363.4/ميل2).
وتوزع التركيب العرقي للبلدة بنسبة 64.98% من البيض و1.40% من الأمريكيين الأفارقة و1.72% من الأمريكيين الأصليين و0.43% من الأمريكيين ذوي الأصول الآسيوية و24.89% من الأعراق الأخرى و6.57% من عرقين مختلطين أو أكثر و54.63% من الهسبانيون أو اللاتينيون من أي عرق.
بلغ عدد الأسر 418 أسرة كانت نسبة 26.6% منها لديها أطفال تحت سن الثامنة عشر تعيش معهم، وبلغت نسبة الأزواج القاطنين مع بعضهم البعض 39% من أصل المجموع الكلي للأسر، ونسبة 11.5% من الأسر كان لديها معيلات من الإناث دون وجود شريك،  بينما كانت نسبة 3.1% من الأسر لديها معيلون من الذكور دون وجود شريكة وكانت نسبة 46.4% من غير العائلات. تألفت نسبة 43.3% من أصل جميع الأسر من عدة أفراد يعيشون في نفس المنزل ونسبة 20.3% كانت تتألف من شخص يعيش بمفرده يبلغ من العمر 65 عاماً أو أكثر. وبلغ متوسط حجم الأسرة المعيشية 2.22، أما متوسط حجم العائلات فبلغ 3.13.
بلغ العمر الوسطي للسكان 46.0 عاماً. وكانت نسبة 24.7% من القاطنين تحت سن الثامنة عشر، وكانت نسبة 5.2% بين الثامنة عشر والرابعة والعشرين عاماً، ونسبة 19.3% كانت واقعةً في الفئة العمرية ما بين الخامسة والعشرين والرابعة والأربعين عاماً، ونسبة 31.4% كانت ما بين الخامسة والأربعين والرابعة والستين، ونسبة 19.5% كانت ضمن فئة الخامسة والستين عاماً فما فوق. وتوزع التركيب الجنسي للسكان بنسبة 46.7% ذكور و53.3% إناث.